# Барбаро, Маркантонио
Маркантонио Барбаро (итал. Marcantonio Barbaro; 22 сентября 1518, Венеция — 4 июля 1595, Венеция) — итальянский учёный и дипломат, был послом на службе Венецианской республики. Младший брат знаменитого учёного-гуманиста Даниэле Барбаро.

## Биография
Маркантонио родился в Венеции, в одной из самых влиятельных в то время семей Франческо ди Даниэле Барбаро и Елены Пизани, дочери банкира Альвизе Пизани и Сесилии Джустиниани. Учился сначала в Вероне, затем, до 1535 года, как и его старший брат, в Падуанском университете.
В 1534 году Маркантонио женился на Джустине Джустиниани, от которой у него было четверо детей: Франческо, Альморо, Альвизе и Антонио. С 1543 года заседал в Верховном Совете (Maggior Consiglio). В 1559 году был избран в Венецианский Сенат. Спустя время был направлен во Францию, послом Серениссимы (итал. serenissima — светлейшая, сиятельнейшая, поэтическое название Венеции) при дворе короля Франциска I (с 1561 по 1564 год). Выполнив ряд ответственных миссий, отличился на дипломатической службе. В период его работы во Франции венецианские банки предоставили Екатерине Медичи ссуду в размере 100 000 скуди для борьбы с французскими гугенотами.
С 1568 по 1573 год и снова в 1574 году Маркантонио Барбаро был послом Венеции в Великой Порте (Османская империя) в Константинополе. Барбаро сумел заключить мирный договор с Османами после потери Кипра его страной в 1571 году, хотя и победившей турок в битве при Лепанто. В 1574 году Маркантонио получил должность прокуратора Сан-Марко и уполномоченного Сената на границах важной для Венецианской республики области Фриули. Маркантонио был также основателем и первым генеральным управляющим (Provveditore Generale) в 1593—1594 годах города-крепости Пальмановы (провинция Удине).
Маркантонио Барбаро был кандидатом в дожи Венеции в 1570, 1578, 1585 и 1595 годах. Барбаро использовал своё положение сенатора, чтобы способствовать развитию архитектуры Венеции. В 1558 году он и его брат Даниэле поддержали проект Андреа Палладио нового фасада собора Сан-Пьетро-ди-Кастелло. Проект Палладио по восстановлению Дворца дожей после пожара несмотря на поддержку Барбаро был отклонён, но проект Палладио для церкви Иль Реденторе был одобрен Сенатом.
После смерти Палладио Барбаро осуществлял поддержку Винченцо Скамоцци, ученика Палладио. В 1587 году он поддержал разработанный Скамоцци проект трёхарочного моста Риальто, хотя вместо него был выбран проект Антонио да Понте для одноарочного моста, и был одним из трёх венецианских патрициев, назначенных наблюдать за его строительством.
В период с 1564 по 1568 год, когда он постоянно проживал в Мазере, в провинции Тревизо области Венето по проекту выдающегося венецианского архитектора Андреа Палладио между 1558—1560 годами была построена семейная Вилла Барбаро. В проектирование и строительство виллы внесли свой вклад оба брата. Маркантонио осуществлял финансовую помощь. Ему же приписывают идею и даже проект полуциркульного нимфея, расположенного за виллой, с богатым скульптурным убранством в маньеристическом стиле, а также детали проекта «Темпьетто» небольшой церкви, находящейся поблизости от главного дома.
Влияние Маркантонио Барбаро на интеллектуальную жизнь провинции Венето благодаря его многосторонним контактам и связям было велико. Именно в это время в Падуанском университете работали Дзабарелла, Пикколомини, Кремонини и, наконец, Галилей. По некоторым сведениям Маркантонио писал «Дневник, или Хронику вещей, которые произошли в мире, начиная с 1537 года» (Diario o Cronaca di cose occorse nel mondo a partire dal 1537).